# Zaischnopsis geniculata
Zaischnopsis geniculata är en stekelart som först beskrevs av Cameron 1884.  Zaischnopsis geniculata ingår i släktet Zaischnopsis och familjen hoppglanssteklar. Inga underarter finns listade i Catalogue of Life.